# Pselaphostena
Pselaphostena es un género de coleóptero de la familia Mordellidae.

## Especies
Las especies de este género son:
- Pselaphostena antennata Franciscolo, 1951
- Pselaphostena arnoldi Franciscolo, 1950
  - Pselaphostena arnoldi arnoldi
  - Pselaphostena arnoldi quadristrigosa
- Pselaphostena calcarata Franciscolo, 1957
- Pselaphostena congoana Ermisch, 1952
- Pselaphostena diversicornis Franciscolo, 1951
- Pselaphostena fahraei Ermisch, 1953
- Pselaphostena fulvosignata Franciscolo, 1957
- Pselaphostena longepalpalpis Franciscolo, 1951
  - Pselaphostena longepalpalpis longepalpalpis
  - Pselaphostena longepalpalpis montana
- Pselaphostena occidentalis Franciscolo, 1957
- Pselaphostena praetoriana Franciscolo, 1951
- Pselaphostena pulchripennis Franciscolo, 1957
- Pselaphostena rhodesiensis Franciscolo, 1951
- Pselaphostena vansoni Franciscolo, 1951